# Фафнир
Фафнир или Франир в скандинавската митология е син на крал Храйдмар и брат на Регин, Люндхайд, Лофнхайд и От. След като бива засегнат от проклятието на златото и пръстена на Андвари, Фафнир се превръща в дракон и е убит от Сигурд.

## История
В исландската сага Вьолсунг Фафнир е джудже с мощна ръка и безстрашна душа. Пази къщата на баща си от блестящо злато и скъпоценни камъни. Той е най-силният и агресивен от тримата братя.
Регин разказва на Сигурд как Один, Локи и Хьонир пътували, когато срещнали От, който приличал на видра през деня. Локи убил видрата с камък и трите аси одират улова. Когато боговете пристигнали при Храйдмар вечерта, били много доволни да му покажат видровата кожа. Храйдмар и двамата му синове хванали боговете като заложници, докато Локи е трябвало да събере откупа, като натъпче кожата със злато и да покрие външността с червено злато. Локи изпълнява задачата като събира прокълнатото злато на Андвари, заедно с пръстена Андваринаут. Тези два предмета носят смърт на всекиго, който ги притежава. Тогава Фафнир убил Храйдмар, за да вземе златото за себе си. Станал много злобен и алчен и отишъл в пустошта да забази богатството си и се превърнал в змия или дракон (символ на алчността), за да пази съкровището си.
Регин планирал отмъщение, за да вземе той съкровището и изпратил доведения си син Сигурд да убие дракона. Регин наредил на Сиг да изкопае яма, в която да причака Фафнир и да забие меча си, Грам, в сърцето на Фафнир. Докато Сигурд копаел, Один му се явил в образа на старец с дълга брада, съветвайки го да изкопае повече окопи, за да може да се излее кръвта на Фафнир и да не се удави Сигурд в нея. Сигурд, непоколебим, намушкал дракона в лявото рамо и го ранил смъртоносно. Докато създанието лежало умирайки, то запитало Сигурд за името и семейството му, както и кой го е изпратил на тази опасни мисия. Фафнир разбрал, че собственият му брат Регин е отговорен за това и предрекъл, че той ще е отговорен и за смъртта на Сигурд. Сигурд казал на Фафнир, че ще вземе цялото му съкровище. Фафнир го предупредил, че който притежава златото ще загине, но Сигурд отговорил, че всеки човек някой ден трябва да умре и мечтата на много хора е да бъдат богати, затова ще вземе съкровището въпреки предупреждението.
Корумпиран от алчност, Регин решил да убие Сигурд след като той му сготви сърцето на Фафнир. След като Сигурд опитал от кръвта на Фафнир, започнал да разбира речта на птиците и разбрал за атаката на Рагнир от разговора на птиците на Один. Убил Регин като му отрязал главата с Грам. След това Сигурд ял малко от сърцето на Фафнир и запазил остатъка, който по-късно щял да бъде даден на Гидрун.

## Вагнер
Фафнир се появява в епичния цикъл на Рихард Вагнер Пръстенът на Нибелунгите (1848 – 1874), но започва живота си като великан, вместо джудже. В първата опера, Рейнското злато (1869), която до известна степен е базирана на Гюлфагининг, бащата и брат му Фасол се опитват да вземат богинята Фрея, за да построят замъка във Валхала.